# Tirreno-Adriatico 2009
La 43e édition de la course cycliste par étapes Tirreno-Adriatico a lieu du 8 au 17 mars 2009. La course est la troisième épreuve du Calendrier mondial UCI 2009.
La victoire est revenue à l'Italien Michele Scarponi, devant son compatriote Stefano Garzelli et l'Allemand Andreas Klöden.

## Équipes et coureurs présents
| Pays                   | Code | Équipe                           |
| ---------------------- | ---- | -------------------------------- |
| Drapeau du Danemark    | SAX  | Team Saxo Bank                   |
| Drapeau de l'Italie    | ASA  | Acqua & Sapone-Caffè Mokambo     |
| Drapeau de la France   | ALM  | AG2R La Mondiale                 |
| Drapeau du Kazakhstan  | AST  | Astana                           |
| Drapeau du Royaume-Uni | BAR  | Barloworld                       |
| Drapeau de la France   | BBO  | BBox Bouygues Telecom            |
| Drapeau de l'Espagne   | GCE  | Caisse d'Épargne                 |
| Drapeau de l'Italie    | FLM  | Ceramica Flaminia Bossini Docce  |
| Drapeau de la Suisse   | CTT  | Cervélo TestTeam                 |
| Drapeau de la France   | COF  | Cofidis                          |
| Drapeau du Venezuela   | SDA  | Diquigiovanni-Androni Giocattoli |
| Drapeau de l'Espagne   | EUS  | Euskaltel-Euskadi                |
| Drapeau de la France   | FDJ  | La Française des jeux            |

| Pays                   | Code | Équipe                  |
| ---------------------- | ---- | ----------------------- |
| Drapeau des États-Unis | GRM  | Garmin-Slipstream       |
| Drapeau de l'Italie    | LAM  | Lampre-NGC              |
| Drapeau de l'Italie    | LIQ  | Liquigas                |
| Drapeau de l'Irlande   | LPR  | LPR Brakes-Farnese Vini |
| Drapeau de la Belgique | QST  | Quick Step              |
| Drapeau des Pays-Bas   | RAB  | Rabobank                |
| Drapeau de la Belgique | SIL  | Silence-Lotto           |
| Drapeau des États-Unis | THR  | Team Columbia-High Road |
| Drapeau de la Russie   | KAT  | Team Katusha            |
| Drapeau de l'Allemagne | MRM  | Team Milram             |
| Drapeau des Pays-Bas   | VAC  | Vacansoleil             |
| Drapeau de l'Espagne   | FUJ  | Fuji-Servetto           |

## Étapes
| Étape     | Date    | Villes étapes                                       | Distance (km) | Vainqueur d’étape   | Leader du classement général |
| 1re étape | 11 mars | Cecina - Capannori                                  | 147           | Julien El Fares     | Julien El Fares              |
| 2e étape  | 12 mars | Volterra - Marina di Carrara (it)                   | 177           | Alessandro Petacchi | Julien El Fares              |
| 3e étape  | 13 mars | Fucecchio - Santa Croce sull'Arno                   | 166           | Tyler Farrar        | Julien El Fares              |
| 4e étape  | 14 mars | Foligno - Montelupone                               | 171           | Joaquim Rodríguez   | Joaquim Rodríguez            |
| 5e étape  | 15 mars | Loreto - Macerata                                   | 30 (clm)      | Andreas Klöden      | Andreas Klöden               |
| 6e étape  | 16 mars | Civitanova Marche - Camerino                        | 235           | Michele Scarponi    | Michele Scarponi             |
| 7e étape  | 17 mars | San Benedetto del Tronto - San Benedetto del Tronto | 169           | Mark Cavendish      | Michele Scarponi             |

## Classement final
| #   | Coureur             | Équipe                       |    | Temps            |
| --- | ------------------- | ---------------------------- | -- | ---------------- |
| 1.  | Michele Scarponi    | Serramenti PVC Diquigiovanni | en | 27 h 37 min 22 s |
| 2.  | Stefano Garzelli    | Acqua & Sapone               | +  | 25 s             |
| 3.  | Andreas Klöden      | Astana                       | +  | 1 min 07 s       |
| 4.  | Thomas Lövkvist     | Columbia                     | +  | 1 min 10 s       |
| 5.  | Ivan Basso          | Liquigas                     | +  | 1 min 13 s       |
| 6.  | Davide Rebellin     | Serramenti PVC Diquigiovanni | +  | 2 min 06 s       |
| 7.  | Linus Gerdemann     | Milram                       | +  | 2 min 32 s       |
| 8.  | Ryder Hesjedal      | Garmin-Slipstream            | +  | 2 min 33 s       |
| 9.  | Kanstantsin Siutsou | Columbia                     | +  | 2 min 41 s       |
| 10. | Vincenzo Nibali     | Liquigas                     | +  | 2 min 54 s       |

## Les étapes

### 1reétape
La première étape s'est déroulée le 11 mars 2009. Longue de 147 km, l'étape disputée entre Cecina et Capannori a été remportée par le Français Julien El Fares, membre de l'équipe Cofidis.
| #   | Coureur             | Équipe                          |    | Temps           |
| --- | ------------------- | ------------------------------- | -- | --------------- |
| 1.  | Julien El Fares     | Cofidis                         | en | 3 h 34 min 03 s |
| 2.  | Vladimir Duma       | Ceramica Flaminia-Bossini Docce |    | m.t             |
| 3.  | Daniele Bennati     | Liquigas                        | +  | 12 s            |
| 4.  | Alessandro Petacchi | L.P.R. Brakes-Farnese Vini      |    | m.t             |
| 5.  | Tom Boonen          | Quick Step                      |    | m.t             |
| 6.  | Fabian Wegmann      | Team Milram                     |    | m.t             |
| 7.  | Enrico Rossi        | Ceramica Flaminia-Bossini Docce |    | m.t             |
| 8.  | Leonardo Duque      | Cofidis                         |    | m.t             |
| 9.  | Assan Bazayev       | Astana                          |    | m.t             |
| 10. | Matti Breschel      | Team Saxo Bank                  |    | m.t             |

| #   | Coureur             | Équipe                          |    | Temps           |
| --- | ------------------- | ------------------------------- | -- | --------------- |
| 1.  | Julien El Fares     | Cofidis                         | en | 3 h 33 min 50 s |
| 2.  | Vladimir Duma       | Ceramica Flaminia-Bossini Docce | +  | 5 s             |
| 3.  | Daniele Bennati     | Liquigas                        |    | 21 s            |
| 4.  | Alessandro Petacchi | L.P.R. Brakes-Farnese Vini      |    | 25 s            |
| 5.  | Tom Boonen          | Quick Step                      |    | m.t             |
| 6.  | Fabian Wegmann      | Team Milram                     |    | m.t             |
| 7.  | Enrico Rossi        | Ceramica Flaminia-Bossini Docce |    | m.t             |
| 8.  | Leonardo Duque      | Cofidis                         |    | m.t             |
| 9.  | Assan Bazayev       | Astana                          |    | m.t             |
| 10. | Matti Breschel      | Team Saxo Bank                  |    | m.t             |

### 2eétape
La deuxième étape s'est déroulée le 12 mars 2009. Longue de 177 km, l'étape disputée entre Volterra et Marina di Carrara a été remportée par l'Italien Alessandro Petacchi, membre de l'équipe L.P.R. Brakes-Farnese Vini.
| #   | Coureur             | Équipe                          |    | Temps           |
| --- | ------------------- | ------------------------------- | -- | --------------- |
| 1.  | Alessandro Petacchi | L.P.R. Brakes-Farnese Vini      | en | 4 h 32 min 42 s |
| 2.  | Daniele Bennati     | Liquigas                        |    | m.t             |
| 3.  | Koldo Fernández     | Euskaltel-Euskadi               |    | m.t             |
| 4.  | Dominique Rollin    | Cervélo Test Team               |    | m.t             |
| 5.  | Luca Paolini        | Acqua & Sapone-Caffè Mokambo    |    | m.t             |
| 6.  | Manuel Belletti     | Serramenti PVC Diquigiovanni    |    | m.t             |
| 7.  | Stuart O'Grady      | Team Saxo Bank                  |    | m.t             |
| 8.  | Enrico Rossi        | Ceramica Flaminia-Bossini Docce |    | m.t             |
| 9.  | Assan Bazayev       | Vacansoleil                     |    | m.t             |
| 10. | Matti Breschel      | Quick Step                      |    | m.t             |

| #   | Coureur             | Équipe                          |    | Temps           |
| --- | ------------------- | ------------------------------- | -- | --------------- |
| 1.  | Julien El Fares     | Cofidis                         | en | 8 h 06 min 32 s |
| 2.  | Alessandro Petacchi | L.P.R. Brakes-Farnese Vini      | +  | 15 s            |
| 3.  | Daniele Bennati     | Liquigas                        |    | m.t             |
| 4.  | Enrico Rossi        | Ceramica Flaminia-Bossini Docce |    | 24 s            |
| 5.  | Leonardo Duque      | Cofidis                         |    | 25 s            |
| 6.  | Assan Bazayev       | Astana                          |    | m.t             |
| 7.  | Matti Breschel      | Team Saxo Bank                  |    | m.t             |
| 8.  | Lorenzo Bernucci    | L.P.R. Brakes-Farnese Vini      |    | m.t             |
| 9.  | Filippo Pozzato     | Team Katusha                    |    | m.t             |
| 10. | George Hincapie     | Team Columbia-High Road         |    | m.t             |

### 3eétape
La troisième étape s'est déroulée le 13 mars 2009. Longue de 166 km, l'étape disputée entre Fucecchio et Santa Croce sull'Arno a été remportée par l'Américain Tyler Farrar, membre de l'équipe Garmin-Slipstream.
| #   | Coureur        | Équipe                          |    | Temps           |
| --- | -------------- | ------------------------------- | -- | --------------- |
| 1.  | Tyler Farrar   | Garmin-Slipstream               | en | 3 h 53 min 48 s |
| 2.  | Mark Cavendish | Team Columbia-High Road         |    | m.t             |
| 3.  | Enrico Rossi   | Ceramica Flaminia-Bossini Docce |    | m.t             |
| 4.  | Tom Boonen     | Quick Step                      |    | m.t             |
| 5.  | Robbie McEwen  | Team Katusha                    |    | m.t             |
| 6.  | Stuart O'Grady | Team Saxo Bank                  |    | m.t             |
| 7.  | Robert Hunter  | Barloworld                      |    | m.t             |
| 8.  | Luca Paolini   | Acqua & Sapone-Caffè Mokambo    |    | m.t             |
| 9.  | Thor Hushovd   | Cervélo Test Team               |    | m.t             |
| 10. | Borut Božič    | Vacansoleil                     |    | m.t             |

| #   | Coureur             | Équipe                          |    | Temps            |
| --- | ------------------- | ------------------------------- | -- | ---------------- |
| 1.  | Julien El Fares     | Cofidis                         | en | 12 h 20 min 00 s |
| 2.  | Alessandro Petacchi | L.P.R. Brakes-Farnese Vini      | +  | 15 s             |
| 3.  | Daniele Bennati     | Liquigas                        |    | m.t              |
| 4.  | Enrico Rossi        | Ceramica Flaminia-Bossini Docce |    | 20 s             |
| 5.  | Leonardo Duque      | Cofidis                         |    | 25 s             |
| 6.  | Assan Bazayev       | Astana                          |    | m.t              |
| 7.  | Matti Breschel      | Team Saxo Bank                  |    | m.t              |
| 8.  | Enrico Gasparotto   | Lampre-N.G.C.                   |    | m.t              |
| 9.  | George Hincapie     | Team Columbia-High Road         |    | m.t              |
| 10. | Lorenzo Bernucci    | L.P.R. Brakes-Farnese Vini      |    | m.t              |

### 4eétape
La quatrième étape s'est déroulée le 14 mars 2009. Longue de 171 km, l'étape disputée entre Foligno et Montelupone a été remportée par l'Espagnol Joaquim Rodríguez, membre de l'équipe Caisse d'Épargne.
| #   | Coureur           | Équipe                       |    | Temps           |
| --- | ----------------- | ---------------------------- | -- | --------------- |
| 1.  | Joaquim Rodríguez | Caisse d'Epargne             | en | 4 h 08 min 35 s |
| 2.  | Davide Rebellin   | Serramenti PVC Diquigiovanni | +  | 6 s             |
| 3.  | Thomas Lövkvist   | Team Columbia-High Road      |    | 10 s            |
| 4.  | Danilo Di Luca    | L.P.R. Brakes-Farnese Vini   |    | 14 s            |
| 5.  | Stefano Garzelli  | Acqua & Sapone-Caffè Mokambo |    | 21 s            |
| 6.  | Julien El Fares   | Cofidis                      |    | m.t             |
| 7.  | Ryder Hesjedal    | Garmin-Slipstream            |    | m.t             |
| 8.  | Andreas Klöden    | Astana                       |    | m.t             |
| 9.  | Michele Scarponi  | Serramenti PVC Diquigiovanni |    | m.t             |
| 10. | Vincenzo Nibali   | Liquigas                     |    | m.t             |

| #   | Coureur           | Équipe                       |    | Temps            |
| --- | ----------------- | ---------------------------- | -- | ---------------- |
| 1.  | Joaquim Rodríguez | Caisse d'Epargne             | en | 16 h 09 min 10 s |
| 2.  | Julien El Fares   | Cofidis                      | +  | 6 s              |
| 3.  | Davide Rebellin   | Serramenti PVC Diquigiovanni |    | 10 s             |
| 4.  | Thomas Lövkvist   | Team Columbia-High Road      |    | 16 s             |
| 5.  | Danilo Di Luca    | L.P.R. Brakes-Farnese Vini   |    | 24 s             |
| 6.  | Vincenzo Nibali   | Liquigas                     |    | 31 s             |
| 7.  | Ryder Hesjedal    | Garmin-Slipstream            |    | m.t              |
| 8.  | Stefano Garzelli  | Acqua & Sapone-Caffè Mokambo |    | m.t              |
| 9.  | Andreas Klöden    | Astana                       |    | m.t              |
| 10. | Michele Scarponi  | Serramenti PVC Diquigiovanni |    | m.t              |

### 5eétape
La cinquième étape s'est déroulée le 15 mars 2009. Long de 30 km, le contre-la-montre disputée entre Loreto Aprutino et Macerata a été remportée par l'Allemand Andreas Klöden (Astana) qui s'est emparé de la tête du classement général.
| #  | Coureur              | Pays      | Équipe                       |    | Temps       |
| -- | -------------------- | --------- | ---------------------------- | -- | ----------- |
| 1  | Andreas Klöden       | Allemagne | Astana                       | en | 41 min 32 s |
| 2  | Stijn Devolder       | Belgique  | Quick Step                   | +  | 20 s        |
| 3  | Thomas Lövkvist      | Suède     | Columbia                     |    | 21 s        |
| 4  | Michele Scarponi     | Italie    | Serramenti PVC Diquigiovanni |    | m.t.        |
| 5  | Mikhail Ignatiev     | Russie    | Team Katusha                 |    | 32 s        |
| 6  | Robert Gesink        | Pays-Bas  | Rabobank                     |    | 40 s        |
| 7  | Stefano Garzelli     | Italie    | Acqua & Sapone               |    | 32 s        |
| 8  | Edvald Boasson Hagen | Norvège   | Columbia-High Road           |    | 52 s        |
| 9  | Linus Gerdemann      | Allemagne | Team Milram                  |    | 58 s        |
| 10 | Jérôme Coppel        | France    | La Française des jeux        |    | 1 min       |

| #  | Coureur           | Pays      | Équipe                       |    | Temps            |
| -- | ----------------- | --------- | ---------------------------- | -- | ---------------- |
| 1  | Andreas Klöden    | Allemagne | Astana                       | en | 16 h 51 min 13 s |
| 2  | Thomas Lövkvist   | Suède     | Columbia                     | +  | 6 s              |
| 3  | Michele Scarponi  | Italie    | Serramenti PVC Diquigiovanni |    | 21 s             |
| 4  | Stefano Garzelli  | Italie    | Acqua & Sapone               |    | 41 s             |
| 5  | Davide Rebellin   | Italie    | Serramenti PVC Diquigiovanni |    | 1 min 02 s       |
| 6  | Vincenzo Nibali   | Italie    | Liquigas                     |    | 1 min 07 s       |
| 7  | Linus Gerdemann   | Allemagne | Team Milram                  |    | 1 min 22 s       |
| 8  | Ivan Basso        | Italie    | Liquigas                     |    | 1 min 25 s       |
| 9  | Ryder Hesjedal    | Canada    | Garmin-Slipstream            |    | 1 min 26 s       |
| 10 | Johan Vansummeren | Belgique  | Silence-Lotto                |    | 1 min 34 s       |

### 6eétape
La sixième étape s'est déroulée le 16 mars 2009, sur une distance de 235 km entre Civitanova Marche et Camerino.
| #   | Coureur             | Équipe                       |    | Temps           |
| --- | ------------------- | ---------------------------- | -- | --------------- |
| 1.  | Michele Scarponi    | Serramenti PVC Diquigiovanni | en | 6 h 36 min 39 s |
| 2.  | Stefano Garzelli    | Acqua & Sapone               | +  | 1 s             |
| 3.  | Ivan Basso          | Liquigas                     |    | m.t.            |
| 4.  | Danilo Di Luca      | LPR Brakes                   | +  | 1 min 09 s      |
| 5.  | Joaquim Rodríguez   | Caisse d'Épargne             | +  | 1 min 11 s      |
| 6.  | Julien El Fares     | Cofidis                      | +  | 1 min 15 s      |
| 7.  | Davide Rebellin     | Serramenti PVC Diquigiovanni |    | m.t.            |
| 8.  | Luca Mazzanti       | Katusha                      |    | m.t.            |
| 9.  | Thomas Lövkvist     | Columbia                     |    | m.t.            |
| 10. | Daniele Pietropolli | LPR Brakes                   |    | m.t.            |

| #   | Coureur             | Équipe                       |    | Temps            |
| --- | ------------------- | ---------------------------- | -- | ---------------- |
| 1.  | Michele Scarponi    | Serramenti PVC Diquigiovanni | en | 23 h 27 min 36 s |
| 2.  | Stefano Garzelli    | Acqua & Sapone               | +  | 25 s             |
| 3.  | Andreas Klöden      | Astana                       | +  | 1 min 07 s       |
| 4.  | Thomas Lövkvist     | Columbia                     | +  | 1 min 10 s       |
| 5.  | Ivan Basso          | Liquigas                     | +  | 1 min 13 s       |
| 6.  | Davide Rebellin     | Serramenti PVC Diquigiovanni | +  | 2 min 06 s       |
| 7.  | Linus Gerdemann     | Milram                       | +  | 2 min 32 s       |
| 8.  | Ryder Hesjedal      | Garmin-Slipstream            | +  | 2 min 33 s       |
| 9.  | Kanstantsin Siutsou | Columbia                     | +  | 2 min 41 s       |
| 10. | Vincenzo Nibali     | Liquigas                     | +  | 2 min 54 s       |

### 7eétape
La septième et dernière étape s'est déroulée le 17 mars 2009 autour de San Benedetto del Tronto sur 169 kilomètres.
| #   | Coureur            | Équipe                       |    | Temps           |
| --- | ------------------ | ---------------------------- | -- | --------------- |
| 1.  | Mark Cavendish     | Columbia-High Road           | en | 4 h 09 min 46 s |
| 2.  | Tyler Farrar       | Garmin-Slipstream            |    | m.t.            |
| 3.  | Baden Cooke        | Vacansoleil                  |    | m.t.            |
| 4.  | Daniele Bennati    | Liquigas                     |    | m.t.            |
| 5.  | Yauheni Hutarovich | La Française des jeux        |    | m.t.            |
| 6.  | Angelo Furlan      | Lampre-NGC                   |    | m.t.            |
| 7.  | Aurélien Clerc     | AG2R La Mondiale             |    | m.t.            |
| 8.  | Danilo Napolitano  | Katusha                      |    | m.t.            |
| 9.  | Luca Paolini       | Acqua & Sapone-Caffè Mokambo |    | m.t.            |
| 10. | Allan Davis        | Quick Step                   |    | m.t.            |

| #   | Coureur             | Équipe                       |    | Temps            |
| --- | ------------------- | ---------------------------- | -- | ---------------- |
| 1.  | Michele Scarponi    | Serramenti PVC Diquigiovanni | en | 27 h 37 min 22 s |
| 2.  | Stefano Garzelli    | Acqua & Sapone               | +  | 25 s             |
| 3.  | Andreas Klöden      | Astana                       | +  | 1 min 07 s       |
| 4.  | Thomas Lövkvist     | Columbia                     | +  | 1 min 10 s       |
| 5.  | Ivan Basso          | Liquigas                     | +  | 1 min 13 s       |
| 6.  | Davide Rebellin     | Serramenti PVC Diquigiovanni | +  | 2 min 06 s       |
| 7.  | Linus Gerdemann     | Milram                       | +  | 2 min 32 s       |
| 8.  | Ryder Hesjedal      | Garmin-Slipstream            | +  | 2 min 33 s       |
| 9.  | Kanstantsin Siutsou | Columbia                     | +  | 2 min 41 s       |
| 10. | Vincenzo Nibali     | Liquigas                     | +  | 2 min 54 s       |

## Évolution des classements
| Étape (Vainqueur)       | Classement général | Classement de la montagne | Classement par points | Meilleur jeune  |
| ----------------------- | ------------------ | ------------------------- | --------------------- | --------------- |
| 1 (Julien El Fares)     | Julien El Fares    | Julien El Fares           | Julien El Fares       | Julien El Fares |
| 2 (Alessandro Petacchi) | Julien El Fares    | Julien El Fares           | Alessandro Petacchi   | Julien El Fares |
| 3 (Tyler Farrar)        | Julien El Fares    | Ermanno Capelli           | Alessandro Petacchi   | Julien El Fares |
| 4 (Joaquim Rodríguez)   | Joaquim Rodríguez  | Ermanno Capelli           | Julien El Fares       | Julien El Fares |
| 5 (Andreas Klöden)      | Andreas Klöden     | Ermanno Capelli           | Julien El Fares       | Thomas Lövkvist |
| 6 (Michele Scarponi)    | Michele Scarponi   | Egoi Martínez             | Julien El Fares       | Thomas Lövkvist |
| 7 (Mark Cavendish)      | Michele Scarponi   | Egoi Martínez             | Julien El Fares       | Thomas Lövkvist |